# Фокс, Феликс
Феликс Фокс (англ. Felix Fox; 25 мая 1876, Бреслау — 24 марта 1947, Бостон) — американский пианист, композитор и музыкальный педагог еврейского происхождения.
Вырос в США, куда перебрались его родители Барух и Берта, но для обучения музыке вернулся в Европу. Окончил Лейпцигскую консерваторию, ученик Карла Райнеке (фортепиано) и Саломона Ядассона (теория), занимался также в Париже под руководством Изидора Филиппа.
В 1897 г. после концертного дебюта в Париже вернулся в США с гастрольным туром, после чего в 1898 г. обосновался в Бостоне, где вместе с Карло Буонамичи открыл Школу фортепианной игры (англ. Fox-Buonamici School of Pianoforte Playing); после смерти Буонамичи (1920) его имя исчезло из названия, и Фокс продолжал руководить учебным заведением до 1935 г. Среди его учеников Джозеф Вагнер, Мириам Гидеон, Харрисон Поттер.
Написал оперетты «Королевские рыбаки» (англ. The King Fishers; 1932) и «Бунсдорфский пекарь» (англ. The Baker of Bunsdorf; 1933), ряд фортепианных и вокальных пьес. Автор различных фортепианных транскрипций, составил сборник фортепианных пьес для левой руки (англ. Piano Pieces for the Left Hand Alone; 1917). Сохранилась запись одного из этюдов Морица Мошковского в исполнении Фокса.